# دیرک براونلدر
دیرک براونلدر (آلمانی: Dirk Braunleder؛ زادهٔ ۱۱ مارس ۱۹۵۷) شناگر اهل آلمان غربی بود.
وی در مسابقات کشوری و بین‌المللی در مجموع برندهٔ ۱ مدال نقره، ۱ مدال برنز شده‌است.